# Kingella kingae
Kingella kingae es una especie de bacteria gramnegativa de la familia Neisseriaceae. Aislado por primera vez en 1960 por Elizabeth O. King, no fue reconocida como una causa significativa de infección en niños pequeños hasta la década de 1990, cuando las técnicas de cultivo habían mejorado lo suficiente como para ser reconocida. Es más conocida como una causa de artritis séptica, osteomielitis, espondilodiscitis, bacteriemia y endocarditis, y con menos frecuencia infecciones del tracto respiratorio inferior y meningitis.. Forma parte del grupo HACEK, un conjunto de bacterias que pertenecen a microbiota oral o del tracto respiratorio superior con tendencia a causar endocarditis.

## Taxonomía
Aislada por primera vez en 1960 por Elizabeth O. King, de quien toma el nombre, fue clasificada inicialmente dentro de Moraxella, pero transferida en 1976 a Kingella, un nuevo género. Aunque pertenece a la familia Neisseriaceae, su relación filogenética con el resto de sus integrantes es distante.

## Microbiología
K. kingae es una especie gramnegativa, anaerobia facultativa y con morfología de cocobacilo. Produce un anillo débil de β-hemólisis en los medios de cultivo con sangre, es inmóvil y no produce endosporas. Es oxidasa-positiva, pero negativa para las pruebas de la catalasa, indol y ureasa.
Tiene requerimientos nutricionales exigentes a la hora de ser cultivada. Crece en agar sangre, agar chocolate y agar GC, pero no en los medios de MacConkey o de Krigler.